# Comtat de Marle
El comtat de Marle fou una senyoria feudal de França a la Picardia (avui al departament d'Aisne).
Enguerrand I de Coucy, que portava el títol de comte d'Amiens (que li va cedir Gautier III, comte d'Amiens després d'apoderar-se del vescomtat de Corbie) va adquirir per la seva dona Ada, filla i hereva de Letgarda de Marle, la senyoria de Marle, després del 1080.

## Llista de senyors
- Enguerrand I, senyor de Coucy i Boves, Comte d'Amiens 1080-1116 (comte de Vexin 1063-1116), senyor de Marle per matrimoni
- Tomàs I conegut per Tomas de Marle (senyoria de la seva mare que va tenir abans que l'herencia paterna), senyor de Coucy, Boves i Marle, 1116-1130 (fill)
- Enguerrand II (fill), senyor de Coucy, Marle, La Fère, Crécy i Vervins, Pinon, Landouzy, Fontaine i altres, i earl de Bedford, 1130-1148
- Raül I (fill) senyor de Coucy, de Marle, etc., 1148-1191 mort al setge dant Joan d'Acre el 15 d'octubre de 1191.
- Enguerrand III el Constructor o el Gran 1191-1243 comte de Roucy, constructor de la gran fortalesa o castell de Coucy.
- Raül II (fill) 1242-1250 (mort a la batalla de Mansurah a Egipte)
  - Tomàs II de Coucy-Vervins (germà d'Enguerrand III), regent en absència de Raül II (+1253)
- Enguerrand IV (fill de Raül II) 1251-1311
- Alix (germana) 1311-? (esposa d'Arnauld IV comte de Guines)
- Enguerrand V (fill) ? -1321 senyor de Coucy, Marle, La Fère, Oisy, Havraincourt, Mont-Mirel o Montmirail, Condé-en-Brie i Châlons-le-Petit, comte de Guines
- Guillem (fill), 1321-1335 senyor de Coucy, Marle, La Fère, Oisy i Mont-Mirel
- Enguerrand VI (fill) 1335-1346 senyor de Coucy i de Marles
- Enguerrand VII (fill) 1346- 1397 senyor de Coucy i de Pinon, eral de Bedford, comte de Soissons
- Maria I de Coucy (filla) 1397-1400 senyora de Coucy i comtessa de Soissons

La baronia de Coucy, amb Coucy, Folembray, Saint-Aubin, La Fère, Saint-Gobain, Le Chastellier, Saint-Lambert, Marle, Acy i Gercy (i en total 150 pobles) fou venuda per 400.000 lliures a Carles d'Orleans el 15 de novembre de 1400. La germana de la senyora Maria, Isabel, va demanar la partició i Robert comte de Bar, fill de la difunta senyora Maria també va pletejar. La sentència de l'11 d'agost de 1408 reconeixia a Isabel la meitat de Coucy, de Marle, de La Fère i d'Origny, un quart de Mont-Cornet i de Pinon, i un cinquè de Ham. Però la meitat de Coucy consistia no en el domini útil sinó en el cobrament de les 200000 lliures que restaven per pagar del preu de venda. No es reconeixia cap dret a Robert i a canvi de certes renúncies va obtenir (1408) la senyoria de Marle que fou elevada a comtat el 1413. Robert de Bar va morir el 1415.
Joana de Béthune, senyora de Vendeuil, de Condé-en-Brie, de Ghistelles, de Falvy i de Rumpstde, filla i hereva de Robert VIII de Béthune, es va casar en primeres noces amb Robert de Bar, comte de Marle i Soissons i a la seva mort el 1415 es va casar en segones noces (1418) amb Joan de Luxemburg comte de Ligny i [Guisa] i senyor de Beauvoir. Amb el primer marit va tenir una filla i hereva, Joana de Bar (1415-14 de maig de 1462) que fou comtessa de Marle i de Soissons per herència paterna i vescomtessa de Meaux i diverses senyories per la materna, i es va casar amb Lluís de Luxemburg comte de Saint Pol, de Brienne, de Ligny i de Conversano, executat a París el 19 de desembre de 1475. El fill Pere (II) de Luxemburg va succeir el 1462 a la mare i el 1475 al pare, fins a la seva mort el 1482 i llavors el va succeir la seva filla Maria de Luxemburg.
Bona part de les propietats a França estaven sota confiscació de la corona des de 1475 però foren retornades el 1487 quan Maria es va casar amb el príncep de la sang Francesc de Borbó comte de Vendôme; a la mort d'aquest el 1495 Maria, que no va morir fins a 1546, va administrar per un temps els dominis del fill gran Carles IV de Borbó i Vendôme, nascut el 1489 i mort el 1537; el 1514 quan va néixer el primer fill de Carles, Lluis, li va donar el títol de comte de Marle (Lluís no obstant va morir el 1516 retronant el comtat al pare). Després de 1537 Antoni I de Navarra, va succeir al pare Carles com a duc de Borbó i de Vendome i comte de Marle, i fou rei de Navarra per matrimoni amb Joana III d'Albret; Antoni va cedir el comtat de Marle al seu tercer fill Lluís, quan va néixer el 1555, però va morir el 1557. El comtat va passar llavors al germà gran Enric que el 1562 (a la mort del pare) fou duc de Borbó i Vendôme i el 1672 rei de Navarra (a la mort de la mare) i el 1589 fou rei de França titulat "per la Gràcia de Déu, molt cristià rei de França i Navarra, co-príncep d'Andorra, Duc d'Albret, Beaumont i Vendôme, comte de Foix, Armanyac, Comminges, Bigorre i Marle, senyor de Béarn i Donezan; comte of Provença, Forcalquier i terres adjacents; delfí Vienès, i comte del Valentinès i de Diois". Amb Enric (mort el 1607) el comtat de Marle va quedar definitivament incorporat a la corona francesa.